# Aérodrome militaire de Liberal
L'aérodrome militaire de Liberal (anglais : Liberal Army Air Field) est un aérodrome militaire situé près de la ville de Liberal au Kansas. Il n'est actif que trois années durant la Seconde Guerre mondiale dans le but de former les pilotes qui seront envoyés au front. Aujourd'hui, les infrastructures de l'ancien aérodrome font partie de l'aéroport régional de Liberal Mid-America.
Parmi les personnes ayant été déployés à Liberal se trouve George McGovern, futur sénateur du Dakota du Sud et candidat démocrate à la présidence. C'est à Liberal qu'il apprend à piloter le modèle Consolidated B-24 Liberator avec lequel il participe à 35 missions.